# 司馬緝之
司马缉之（?—?），东晋宗室，彭城王司馬玄玄孙，彭城王司馬弘之曾孙，彭城王司马邵之之孙，彭城王司馬崇之之子。
晋孝武帝太元十四年（389年）四月甲辰，彭城王司马弘之去世，子司马邵之嗣位。司马邵之、司马崇之、司马缉之祖孙三代相继为彭城王（治今江苏省徐州市）。晋恭帝元熙二年（420年）刘宋受禅代晋，彭城国除。

## 父
- 司馬崇之，封彭城王。